# 陳政寬
陳 政寬（ちん せいかん、チェン・チェンクァン、英語: Chen Cheng-kuan、2003年10月15日 - ）は、台湾の男子バドミントン選手。

## 経歴
2024年半ばから混合ダブルスで許尹鏸とペアを組み、世界ランクは19位まで到達。